# Polyptychia fasciculosa
Polyptychia fasciculosa là một loài bướm đêm thuộc họ Notodontidae. Nó được tìm thấy ở Guiana Shield và in Amazonia ở Nam Mỹ, bao gồm Colombia.
Ấu trùng ăn các loài Passiflora.